# Лассірма
Лассірма́ (рос. Лассирма, башк. Лассирма) — присілок у складі Біжбуляцького району Башкортостану, Росія. Входить до складу Біжбуляцької сільської ради.
Населення — 17 осіб (2010; 26 в 2002).
Національний склад:
- чуваші — 85 %